# Dorian Monterroso
Dorian Monterroso, né le 6 janvier 1993 à Ostuncalco (département de Quetzaltenango), est un coureur cycliste guatémaltèque.

## Palmarès sur route

### Par année
- 2010
  - Vuelta de la Juventud Guatemala :
    - Classement général
    - 3e étape

  - 2e du championnat du Guatemala du contre-la-montre juniors
- 2011
  - 2e du championnat du Guatemala sur route juniors
  - 2e du championnat du Guatemala du contre-la-montre juniors
- 2012
  - 3e du championnat du Guatemala sur route espoirs
  - 3e de la Vuelta de la Juventud Guatemala
- 2013
  - 3e étape de la Vuelta de la Juventud Guatemala
  -  Médaillé de bronze de la course en ligne espoirs aux Jeux d'Amérique centrale
- 2014
  - 10e du championnat panaméricain sur route
- 2015
  -  Champion du Guatemala du contre-la-montre espoirs
  - Vuelta de la Juventud Guatemala :
    - Classement général
    - 1re et 3e étapes
- 2016
  - 3e étape du Tour du Guatemala
- 2017
  -  Champion du Guatemala du contre-la-montre par équipes
  - 3eb (contre-la-montre par équipes) et 10e étapes du Tour du Guatemala
  -  Médaillé d'argent de la course en ligne aux Jeux d'Amérique centrale
- 2018
  -  Champion du Guatemala du contre-la-montre par équipes
  - 2e du championnat du Guatemala du contre-la-montre
  - 4e du championnat panaméricain sur route
- 2019
  -  Champion du Guatemala du contre-la-montre par équipes
  - 2e du Grand Prix Chapín
- 2020
  -  Médaillé de bronze du championnat d'Amérique centrale sur route
- 2021
  -  Médaillé d'argent du championnat d'Amérique centrale sur route
- 2022
  -  Champion du Guatemala du contre-la-montre par équipes
  - 10e étape du Tour du Guatemala
- 2023
  - 1re et 5e étapes du Tour du Honduras
  -  Médaillé d'argent de la course en ligne aux Jeux d'Amérique centrale et des Caraïbes
  - 8e du championnat panaméricain sur route
- 2024
  - 2e du championnat du Guatemala sur route
- 2025
  - 3e du championnat du Guatemala sur route

### Classements mondiaux
| Année                                 | 2013 | 2014 | 2015 | 2016  | 2017  | 2018 | 2019 | 2020 | 2021 | 2022  | 2023 | 2024  |
| ------------------------------------- | ---- | ---- | ---- | ----- | ----- | ---- | ---- | ---- | ---- | ----- | ---- | ----- |
| Classement mondial                    |      |      |      | 2636e | 1810e | 537e | 497e | nc   | 855e | 2288e | 852e | 1347e |
| UCI America Tour                      | 93e  | 277e | 217e | 473e  | 229e  | 14e  | 52e  | nc   | 103e | 370e  | 90e  | nc    |
|                                       |      |      |      |       |       |      |      |      |      |       |      |       |
| Légende : nc = non classéSource : UCI |      |      |      |       |       |      |      |      |      |       |      |       |

## Palmarès sur piste

### Championnats nationaux
- 2015
  -  Champion du Guatemala de poursuite par équipes (avec Manuel Rodas et Alfredo Ajpacajá)[1]
- 2016
  -  Champion du Guatemala de scratch
- 2017
  -  Champion du Guatemala de poursuite
- 2018
  -  Champion du Guatemala de poursuite
  -  Champion du Guatemala de poursuite par équipes (avec Alfredo Ajpacajá, Manuel Rodas et Julio Padilla)
- 2019[2]
  -  Champion du Guatemala de scratch
  -  Champion du Guatemala de course aux points
  -  Champion du Guatemala de l'omnium